# Chrono des Nations-Les Herbiers-Vendée féminin 2009
La 23e édition du Chrono des Nations-Les Herbiers-Vendée féminin a eu lieu le 18 octobre 2009. La course fait partie du calendrier international féminin UCI 2009 en catégorie 1.1. Elle est remportée par la Française Jeannie Longo.

## Classements

### Classement final
| \| Classement général \| Classement général \| Classement général \| Classement général \| Classement général \| \| Coureur \| Coureur \| Pays \| Équipe \| Temps \| \| ------------------ \| ---------------------- \| ------------------ \| -------------------- \| ------------------ \| \| 1re \| Jeannie Longo \| France \| \| 28 min 52 s \| \| 2e \| Trine Schmidt \| Danemark \| Flexpoint \| + 33 s \| \| 3e \| Julia Shaw \| Royaume-Uni \| \| + 1 min 15 s \| \| 4e \| Mélodie Lesueur \| France \| ESGL 93-GSD Gestion \| + 1 min 16 s \| \| 5e \| Edwige Pitel \| France \| \| + 1 min 41 s \| \| 6e \| Karine Gautard-Roussel \| France \| Vienne Futuroscope \| + 1 min 50 s \| \| 7e \| Julie Augizeau \| France \| Vienne Futuroscope \| + 2 min 59 s \| \| 8e \| Ludivine Henrion \| Belgique \| Red Sun Cycling Team \| + 2 min 59 s \| \| 9e \| Pippa Handley \| Royaume-Uni \| \| + 3 min 03 s \| \| 10e \| Christine Majerus \| Luxembourg \| ESGL 93-GSD Gestion \| + 3 min 03 s \| |                        |             |                      |              |
| |                        |             |                      |              |
| Source : Cycling Quotient |                        |             |                      |              |
| Classement général |                        |             |                      |              |
| Coureur | Coureur                | Pays        | Équipe               | Temps        |
| 1re | Jeannie Longo          | France      |                      | 28 min 52 s  |
| 2e | Trine Schmidt          | Danemark    | Flexpoint            | + 33 s       |
| 3e | Julia Shaw             | Royaume-Uni |                      | + 1 min 15 s |
| 4e | Mélodie Lesueur        | France      | ESGL 93-GSD Gestion  | + 1 min 16 s |
| 5e | Edwige Pitel           | France      |                      | + 1 min 41 s |
| 6e | Karine Gautard-Roussel | France      | Vienne Futuroscope   | + 1 min 50 s |
| 7e | Julie Augizeau         | France      | Vienne Futuroscope   | + 2 min 59 s |
| 8e | Ludivine Henrion       | Belgique    | Red Sun Cycling Team | + 2 min 59 s |
| 9e | Pippa Handley          | Royaume-Uni |                      | + 3 min 03 s |
| 10e | Christine Majerus      | Luxembourg  | ESGL 93-GSD Gestion  | + 3 min 03 s |

### Points UCI
| Position           | 1er | 2e | 3e | 4e | 5e | 6e | 7e | 8e | 9e | 10e | 11e | 12e |
| Classement général | 80  | 56 | 32 | 24 | 20 | 16 | 12 | 8  | 7  | 6   | 5   | 3   |